# Municipio de Sycamore (Illinois)
El municipio de Sycamore (en inglés: Sycamore Township) es un municipio ubicado en el condado de DeKalb en el estado estadounidense de Illinois. En el año 2010 tenía una población de 14425 habitantes y una densidad poblacional de 161,44 personas por km².

## Geografía
El municipio de Sycamore se encuentra ubicado en las coordenadas 42°1′25″N 88°38′47″O / 42.02361, -88.64639. Según la Oficina del Censo de los Estados Unidos, el municipio tiene una superficie total de 89.35 km², de la cual 88.67 km² corresponden a tierra firme y (0.77%) 0.68 km² es agua.

## Demografía
Según el censo de 2010, había 14425 personas residiendo en el municipio de Sycamore. La densidad de población era de 161,44 hab./km². De los 14425 habitantes, el municipio de Sycamore estaba compuesto por el 91.29% blancos, el 2.72% eran afroamericanos, el 0.15% eran amerindios, el 1.35% eran asiáticos, el 0.01% eran isleños del Pacífico, el 2.63% eran de otras razas y el 1.85% pertenecían a dos o más razas. Del total de la población el 7% eran hispanos o latinos de cualquier raza.